# 7061 Pieri
7061 Pieri è un asteroide della fascia principale. Scoperto nel 1991, presenta un'orbita caratterizzata da un semiasse maggiore pari a 3,1238147 UA e da un'eccentricità di 0,2565987, inclinata di 18,96925° rispetto all'eclittica.